# Manunia (Ort)
Manunia ist ein osttimoresischer Ort im Suco Colimau (Verwaltungsamt Bobonaro, Gemeinde Bobonaro). Das Dorf liegt im Westen der Aldeia Manunia, auf einer Meereshöhe von 1071 m. Durch den Ort führt die Überlandstraße von Maliana nach Atsabe. Südlich liegt an ihr das Dorf Colimau, nördlich des Flusses Marobo liegt die Gemeinde Ermera.